# 馬克西米努斯·色雷克斯
馬克西米努斯·色雷克斯，全名蓋烏斯·朱利斯·威勒斯·馬克西米努斯（Gaius Iulius Verus Maximinus，173年—238年），俗稱色雷斯的馬克西米努斯（Maximinus Thrax），罗马帝国皇帝，於235年至238年在位。

## 生平
馬克西米努斯·色雷克斯出身於色雷斯行省，是第一位蛮族出身的罗马皇帝。父親在色雷斯當地從事畜牧業，不同於之前的羅馬領導人，不是元老院所培育出來，不然就是行省菁英。
189年，馬克西米努斯在十六歲時，就加入軍團輔助兵。211年，馬克西米努斯晉升為百夫長。235年，皇帝亚历山大·塞维鲁被军队推翻並殺害，馬克西米努斯在軍隊的擁護下登基帝位。
马克西米努斯的继位被当作罗马帝国军营皇帝时期的开始。直到戴克里先重新统一罗马，罗马帝国混乱不已，几近崩溃。
马克西米努斯即位當初帝国各地就出现很多反对和敌视的声音。238年，阿非利加州总督戈尔迪安一世起兵叛乱，元老院宣称其为新皇帝。马克西米努斯正在多瑙河对阵哥特人，闻讯后立马回军意大利企图平叛。而此时戈尔迪安一世已经战败身亡，元老院重新选出两名新皇帝普皮恩努斯和巴尔比努斯，于意大利北部的阿奎萊亞与马克西米努斯展开激烈的攻防战。
就在阿奎萊亞久攻不下时，马克西米努斯的部队突然哗变，诛戮马克西米努斯与其全家。其部队随即归顺于元老院，罗马在风暴的序曲中获得短暂的和平。